# Cardigan
Pour les articles homonymes, voir Cardigan (homonymie).
Le cardigan ou 

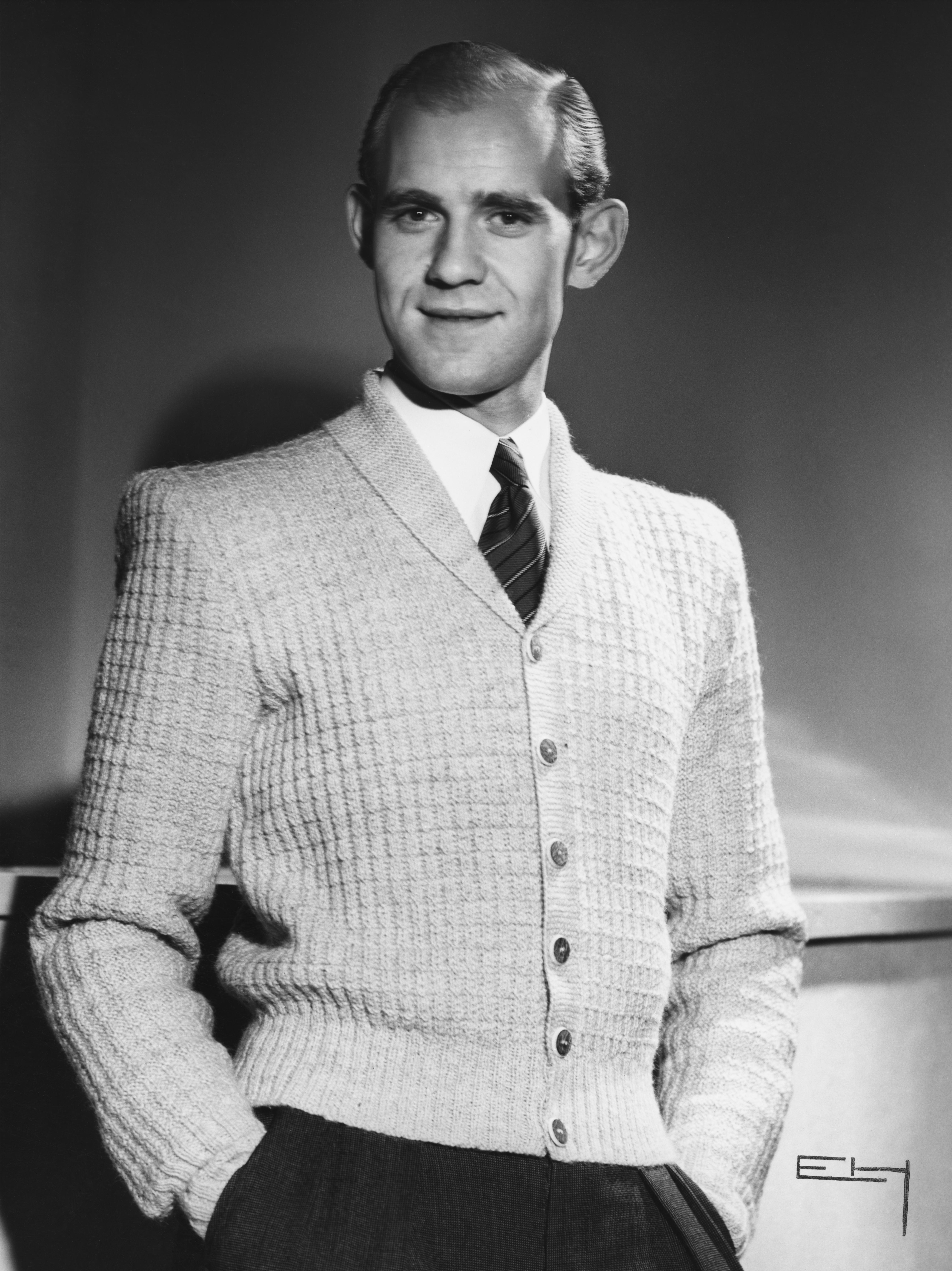
Cardigan masculin sur une photo de mode de 1947.

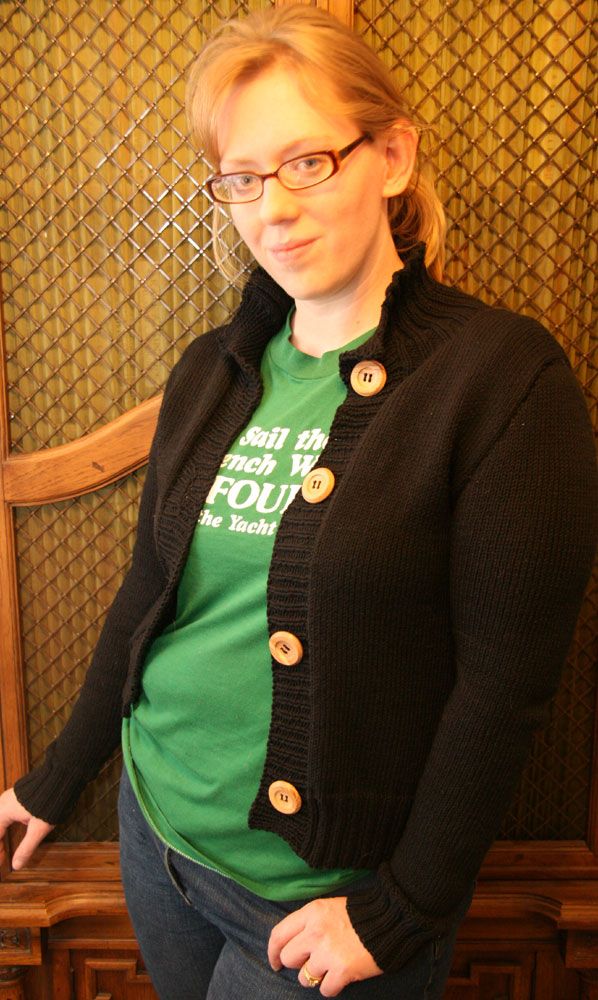
Cardigan féminin.

gilet cardigan est une veste de laine boutonnée par devant. Un cardigan est un type de tricot fait à la machine ou tricoté à la main, qui s'attache devant, par des boutons ou une fermeture éclair, au contraire d'un pull-over qui ne s'ouvre pas devant mais qui doit être enfilé par la tête pour être porté.
Le cardigan peut être classé en deux catégories : le cardigan grosse maille et le cardigan fine maille.

## Histoire
Même s'il est attesté que des pêcheurs français et britanniques portaient des sortes de cardigans depuis le XVIIe siècle, ce vêtement aurait été inventé pendant la première moitié du XIXe siècle par James Thomas Brudenell, comte de Cardigan (pays de Galles). Militaire, se sentant à l'étroit dans son pull-over réglementaire, il aurait lui-même fendu son vêtement du col à la taille d'un coup de sabre. À l'origine, il n'avait pas de manches et ressemblait au gilet, à la différence qu'il a toujours eu de petits poches. Par la suite, le cardigan sera perfectionné et se verra ajouter des boutons. Avant de partir pour la Crimée en 1854, Lord Cardigan se fit confectionner une veste de laine sans col. Ses exploits militaires (la charge de la brigade légère) le rendirent célèbre, ainsi que sa veste qui fut commercialisée vers 1868.
Entré dans le vestiaire de la noblesse, le cardigan est associé au tailleur dans les années 1920 par Coco Chanel.
Dans les années 1950, il devient un élément indispensable de la garde-robe féminine parfois sous sa forme twinset avec pull coordonné.
En 1979, la styliste Agnès Troublé fera connaître sa griffe agnès b. avec le cardigan-pression, qui remplace les boutons du cardigan traditionnel par des boutons-pression et surtout qui sera confectionné dans une matière habituellement destinée aux vêtements de sport, le molleton.